# 南區 (埼玉市)
南區（日语：／ Minami ku */?）是日本埼玉縣埼玉市的10個行政區之一。
南區因位于埼玉市的南部而得名。曾是浦和市的南部。

## 地理

### 位置
南區位於埼玉縣埼玉市南端，南鄰川口市、蕨市、戶田市，北接浦和區，近舊浦和市中心。
埼玉市升格政令指定都市時，舊浦和市分為4區，西部為櫻區、包含中心商業區的中央部北側為浦和區、中央部南側為南區、東部為綠區。南區相當於六辻地區、北部除外的谷田地區大部分、土合地區中的鹿手袋、關、四谷、以及西浦和地區（1963年（昭和38年）戶田町（現戶田市）併入舊浦和市地區）。
南區整體成東北東～西南西走向。由於區東北部距離位在區西側武藏浦和站前的南區役所較遠，目前正規劃在武藏野線南浦和站～東浦和站之間設置新車站。

### 地形
地處關東平原的南區最低點海拔2.9公尺（大字堤外），最高點海拔16.9公尺（根岸1丁目）。
南區可分為大宮台地（北足立台地）浦和大宮支台南端地區與其南部的川口低地，鄰接櫻區與川口市、蕨市、戶田市的區西部與南部地勢較低，近浦和區與綠區的區北部與東部地勢較高。
南區低地與台地交界附近有荒川（古入間川）河道與自然堤防的痕跡。谷底平原出口的別所沼與白幡沼是舊河道的自然堤防堆積物堵塞所造成。區西方的荒川為朝霞市市界。

#### 河川
一級河川
- 荒川
- 鴨川（日语：鴨川 (埼玉県)）
- 鴻沼川（日语：鴻沼川）
- 笹目川（日语：笹目川）
- 藤右衛門川（日语：藤右衛門川）

其他水路
- 見沼代用水西緣（日语：見沼代用水西縁）（辻用水）
- 高沼用水路東緣（日语：高沼用水路）
- 荒川左岸排水路（日语：荒川左岸排水路）（櫻川）
- 沼影排水路（日语：沼影排水路）
- 內谷排水路
- 田島排水路（日语：田島排水路）
- 別所排水路（日语：別所排水路）

湖沼、水池等
- 別所沼（日语：別所沼 (さいたま市)）
- 白幡沼（日语：白幡沼 (さいたま市)）
- 彩湖（日语：彩湖）（荒川第一貯水池）

### 土地利用
南區整體面積1389公頃中，781.5公頃（56.3%）為住宅用地，農田、山林合計未達5%。此外，除西端的荒川堤外地外，其餘全域（13.62平方公里，全區的98.1%）皆屬人口集中地區（DID），其大部分是住宅地。南區住宅中，集合住宅戶數約占66%、租戶有41%，皆高於埼玉市與埼玉縣平均。
主要商業地在南浦和站周邊與武藏浦和站周邊。其中武藏浦和站周邊地區是埼玉市的副都心，正在進行都市更新。此外，武藏浦和站周邊地區南側與新大宮繞道沿線等是都市計畫法上的準工業地域，多工廠與物流設施。
在1960年（昭和35年）時，京濱東北線的蕨站～浦和站間的4.5公里路段沒有車站，現南區大部分仍是水田。當時人口集中地區僅在鄰近浦和區的大宮台地上。之後，1961年（昭和36年）南浦和站開業後急速發展，1980年（昭和55年）全區大部分已屬人口集中地區。

### 人口組成
南區家庭數近8萬戶，人口近18萬人，為埼玉市第一。人口密度近1萬3千人，在埼玉縣市區町村中僅次於蕨市與埼玉市浦和區。2010年（平成22年）居平均年齡41.0歲，在埼玉縣內市區町村中高於和光市、戶田市、伊奈町，為第四低的自治體，65歲以上人口比率15.8%，也僅高於和光市、戶田市，位居第三。2013年（平成25年）年收入1000萬日圓以上的家庭比率達10.8%。2010年（平成22年）25歲以上人口學歷為大專院校以上的比率達36.9%。兩項在埼玉縣內僅次於埼玉市浦和區、中央區。

## 歷史

### 沿革
- 1889年（明治22年）4月1日 - 町村制施行，北足立郡辻、白幡、根岸、別所、文藏、沼影等6村合併成立六辻村，同郡大谷場、太田窪、大谷口、廣谷戶、圓正寺、原山新田等5村1新田合併成立谷田村（日语：谷田村），同郡南元宿、西堀、關、鹿手袋、田嶋（田島）、新開、道場、町谷、榮和、中嶋（中島）、山窪（山久保）等11村合併成立土合村（日语：土合村），同郡內谷、曲本、美女木、松本新田等3村1新田合併成立美谷本村（日语：美谷本村）。
- 1932年（昭和7年）4月1日 - 谷田村與同郡木崎村（日语：木崎村 (埼玉県)）（大字北袋除外）併入浦和町。
- 1934年（昭和9年）2月11日 - 浦和町施行市制，為浦和市。浦和市與六辻村開始進行合併談判。
- 1938年（昭和13年）7月1日 - 六辻村施行町制，為六辻町（日语：六辻町）。
- 1942年（昭和17年）4月1日 - 六辻町併入浦和市。
- 1943年（昭和18年）4月1日 - 美谷本村與同郡笹目村（日语：笹目村）合併成立美笹村（日语：美笹村）。
- 1955年（昭和30年）1月1日 - 土合村與同郡大久保村（日语：大久保村 (埼玉県)）併入浦和市。
- 1957年（昭和32年）7月1日 - 美笹村併入戶田町。
- 1959年（昭和34年）4月1日 - 戶田町中的舊美谷本村北部的內谷、曲本、松本與堤外一部分併入浦和市。
- 1985年（昭和60年）9月30日 - 埼京線開通。武藏浦和站、中浦和站開業。
- 2001年（平成13年）5月1日 - 浦和市、大宮市、與野市3市合併成立埼玉市。
- 2003年（平成15年）4月1日 - 埼玉市升格政令指定都市。舊浦和市的六辻地區（神明北部除外）、谷田地區（原山與太田窪1、3丁目除外）、土合地區中的關、鹿手袋（日语：鹿手袋）與西浦和地區成立南區。
- 2013年（平成25年）1月4日 - 區役所移往South Peer（日语：サウスピア）。

## 人口
南區成立後每年人口變化。
| \| 2003年 \| 164,664人 \| \| \| 2004年 \| 166,376人 \| \| \| 2005年 \| 166,705人 \| \| \| 2006年 \| 167,937人 \| \| \| 2007年 \| 169,376人 \| \| \| 2008年 \| 170,862人 \| \| \| 2009年 \| 173,385人 \| \| \| 2010年 \| 175,046人 \| \| \| 2011年 \| 176,015人 \| \| \| 2012年 \| 175,981人 \| \| \| 2013年 \| 176,887人 \| \| \| 2014年 \| 178,252人 \| \| \| 2015年 \| 179,204人 \| \| |           |  |
| |           |  |
| 2003年 | 164,664人 |  |
| 2004年 | 166,376人 |  |
| 2005年 | 166,705人 |  |
| 2006年 | 167,937人 |  |
| 2007年 | 169,376人 |  |
| 2008年 | 170,862人 |  |
| 2009年 | 173,385人 |  |
| 2010年 | 175,046人 |  |
| 2011年 | 176,015人 |  |
| 2012年 | 175,981人 |  |
| 2013年 | 176,887人 |  |
| 2014年 | 178,252人 |  |
| 2015年 | 179,204人 |  |

## 町字
- 舊土合村（日语：土合村）
  - 鹿手袋（日语：鹿手袋）
  - 關（日语：関 (さいたま市)）
  - 四谷（日语：四谷 (さいたま市)）

- 舊六辻町（日语：六辻町）
  - 白幡（日语：白幡 (さいたま市)）
  - 神明（日语：神明 (さいたま市)）
  - 辻（日语：辻 (さいたま市)）
  - 沼影（日语：沼影）
  - 根岸（日语：根岸 (さいたま市)）
  - 文藏
  - 別所（日语：別所 (さいたま市)）

- 舊谷田村（日语：谷田村）
  - 圓正寺（日语：円正寺）
  - 大谷口（日语：大谷口 (さいたま市)）
  - 大谷場（日语：大谷場）
  - 太田窪（日语：太田窪）（2、4、5丁目）
  - 廣谷戶（日语：広ヶ谷戸）
  - 南浦和（日语：南浦和）
  - 南本町（日语：南本町 (さいたま市)）

- 舊美笹村（日语：美笹村）
  - 內谷（日语：内谷 (さいたま市)）
  - 堤外（日语：堤外 (さいたま市)）
  - 曲本（日语：曲本）
  - 松本（日语：松本 (さいたま市)）

## 行政
埼玉市
- 南區役所
- 埼玉市消防局南消防署
  - 東浦和出張所

埼玉縣
- 埼玉縣土整備事務所
- 浦和警察署（日语：浦和警察署）（浦和區）

## 企業
設置本社的企業
- 埼玉大發販售（日语：埼玉ダイハツ販売）
- 榮光講座（日语：栄光ゼミナール）
- かんなん丸（日语：かんなん丸）
- 屯田 (餐廳)（日语：とんでん）
- 日特機械工程（日语：日特エンジニアリング）
- 富善食品（日语：トミゼンフーヅ）
- box GROUP（日语：ボックスグループ）
- 埼玉交通（日语：埼玉交通）
- 高田製藥（日语：高田製薬）

設置分公司的企業
- 東京瓦斯埼玉支社
- 關電工（日语：関電工）埼玉支店
- 淺沼組（日语：淺沼組）北關東支店
- 保德信生命保險（日语：プルデンシャル生命保険）埼玉支社
- 旭化成房屋（日语：旭化成ホームズ）埼玉總合第一支店
- JR東日本都市開發埼京支社

## 主要設施
- South Peer（日语：サウスピア）
  - 市立武藏浦和圖書館（日语：さいたま市立図書館）
- 埼玉市文化中心（日语：さいたま市文化センター）
  - 市立南浦和圖書館（日语：さいたま市立図書館）
- 浦和紀念公園（日语：浦和記念公園）
- 荒川彩湖公園（日语：荒川彩湖公園）
- 別所沼公園（日语：別所沼公園）
- 沼影市民游泳池（日语：沼影市民プール）（冬季溜冰場）
- 浦和競馬場
- 羅德浦和球場（日语：ロッテ浦和球場）（千葉羅德海洋2軍球場）
- 武藏浦和拉麵學院（日语：武蔵浦和ラーメンアカデミー）
- 埼玉建產連會館（日语：埼玉建産連会館）
- 沼影觀音堂
- 內谷冰川神社
- 睦神社（日语：睦神社）
- 丸廣百貨店南浦和店（日语：丸広百貨店南浦和店）
- 都市再生機構埼玉地域支社
- 全國生活協同組合連合會（日语：全国生活協同組合連合会）本部
- 生活協同組合CO-OP未來（日语：生活協同組合コープみらい）本部
- CO-OP NET事業連合（日语：コープネット事業連合）本部

郵局
- 埼玉中央郵便局（日语：さいたま中央郵便局）（03001）
- 浦和神明郵便局（03248）
- 浦和別所郵便局（03259）
- 南浦和團地內郵便局（03277）
- 浦和辻郵便局（03300）
- 浦和太田窪郵便局（03264）
- 浦和鹿手袋郵便局（03343）
- 浦和大谷口郵便局（03437）
- 浦和太田窪二郵便局（03516）
- 浦和曲本郵便局（03506）
- 浦和南本町郵便局（03477）

## 教育
小學校
| - 埼玉市立谷田小學校 - 埼玉市立南浦和小學校 - 埼玉市立浦和別所小學校 - 埼玉市立大谷場小學校 - 埼玉市立大谷場東小學校 | - 埼玉市立西浦和小學校 - 埼玉市立辻小學校 - 埼玉市立文藏小學校 - 埼玉市立沼影小學校 - 埼玉市立大谷口小學校 | - 埼玉市立浦和大里小學校 - 埼玉市立善前小學校 - 埼玉市立向小學校 - 埼玉市立辻南小學校 |

中學校
| - 埼玉市立南浦和中學校 - 埼玉市立白幡中學校 - 埼玉市立內谷中學校 | - 埼玉市立大谷場中學校 - 埼玉市立大谷口中學校 - 埼玉市立岸中學校 | - 埼玉大學教育學部附屬中學校 - 浦和實業學園中學校 |

高等學校
| - 埼玉市立浦和南高等學校 - 埼玉縣立浦和商業高等學校 - 浦和實業學園高等學校 - 鹿島學園高等學校南浦和校區 |

## 交通

### 鐵路
區內有東西向鐵道武藏野線與南北向的京濱東北線、埼京線通過。
東日本旅客鐵道（JR東日本）
- 武藏野線：武藏浦和站 - 南浦和站
- 京濱東北線：南浦和站
- 埼京線：武藏浦和站 - 中浦和站

### 道路
高速道路
- 東京外環自動車道
  - 外環浦和交流道
- 首都高速道路埼玉大宮線
  - 浦和南出入口

一般國道
- 國道17號
  - 國道17號新大宮繞道
- 國道298號（日语：国道298号）

縣道
- 主要地方道
  - 埼玉縣道1號埼玉川口線（日语：埼玉県道1号さいたま川口線）（第二產業道路）
  - 埼玉縣道34號埼玉草加線（日语：埼玉県道34号さいたま草加線）
  - 埼玉縣道35號川口上尾線（日语：埼玉県道35号川口上尾線）（產業道路）
  - 埼玉縣道40號埼玉東村山線（日语：埼玉県道・東京都道40号さいたま東村山線）
  - 埼玉縣道79號朝霞蕨線（日语：埼玉県道79号朝霞蕨線）
- 一般縣道
  - 埼玉縣道213號曲本埼玉線（日语：埼玉県道213号曲本さいたま線）
  - 埼玉縣道382號早瀨埼玉線（日语：埼玉県道382号早瀬さいたま線）（區內與埼玉縣道79號朝霞蕨線重複）

### 路線巴士
- 國際興業巴士（日语：国際興業バス）

## 活動
2002年起於每年11月初舉行「南區故鄉接觸展銷會」（南区ふるさとふれあいフェア）。活動內容包括熱氣球體驗與跳蚤市場等。

## 圖片
- 武藏浦和站
- 外環浦和交流道
- 埼玉市文化中心（日语：さいたま市文化センター）
- 丸廣百貨店南浦和店（日语：丸広百貨店南浦和店）
- 浦和實業學園中學校、高等學校（日语：浦和実業学園中学校・高等学校）
- 彩湖（日语：彩湖）

## 備註
1. ↑  さいたま市行政区画審議会による2011年（平成13年）10月22日の答申「行政区画の編成及び区役所の位置について」の添付資料中、「行政区画編成にあたっての地区別の意見要望 （页面存档备份，存于）」に記録されている、さいたま市行政区画審議会の見解による。
2. 1 2  .   [2015-09-26]. （原始内容存档于2015-09-23）.
3. ↑  地形の名称は、1973年（昭和48年）3月実施の5万分の1土地分類基本調査による「土地分類調査報告書（大宮） （页面存档备份，存于）」 に基づく。なお、大宮台地を「北足立台地」と記載していたり、荒川低地と川口低地を区分せずに「荒川低地」としていたりする資料（例：20万分の1土地分類基本調査 （页面存档备份，存于））もある。
4. ↑  .   [2015-09-26]. （原始内容存档于2016-03-04）.
5. ↑  2010年度（平成22年度）国勢調査
6. ↑  2013年（平成25年）住宅・土地統計調査による。
7. ↑  さいたま市都市計画マスタープラン （页面存档备份，存于）p31
8. ↑  さいたま市ウェブサイト　武蔵浦和駅周辺地区事業概要 （页面存档备份，存于）p31
9. ↑  人口は2015年（平成27年）4月1日時点の推計人口、面積は2014年（平成26年）の全国都道府県市区町村面積調による。
10. ↑  2010年（平成22年）国勢調査による。
11. ↑  2013年（平成25年）住宅・土地統計調査による。分母からは収入階層不明の世帯を除く。
12. ↑  2010年（平成22年）国勢調査による。分母からは最終卒業学校不明、及び在学者を除く。
13. ↑  http://www.city.saitama.jp/006/013/005/001/jikeiretsu.html （页面存档备份，存于） さいたま市の人口・世帯（時系列結果）

## 外部連結
- 埼玉市南區役所 （页面存档备份，存于）